# Kustturako
Kustturako (Tauraco fischeri) är en fågel i familjen turakor inom ordningen turakofåglar.

## Utseende
Kustturako är en 40 cm lång fågel med övervägande grönblå glansig fjäderdräkt. Den har en tydlig vitspetsad karmosinröd tofs och är karmosinröd även i naken. En vit linje framför ögat är separerad från en vit linje som sträcker sig bakåt från under ögat av en mörk tygelfläck.

## Utbredning och systematik
Kustturako delas in i två distinkta underarter med följande utbredning:
- Tauraco fischeri fischeri – förekommer i kustnära skogar i södra Somalia, Kenya och nordöstra Tanzania
- Tauraco fischeri zanzibaricus – förekommer på Zanzibar

## Status
Kustturakon tros ha en liten världspopulation, bestående av mellan 1500 och 7000 vuxna individer. Den tros också minska i antal till följd av fångst för burfågelindustrin och habitatdegradering, huvudsakligen på grund av röjning för jordbruk. IUCN kategoriserar arten som nära hotad.

## Namn
Fågelns vetenskapliga artnamn hedrar Gustav Adolf Fischer (1848-1886), tysk doktor, upptäcktsresande och samlare av specimen verksam i tropiska Afrika 1876-1886. Fram tills nyligen kallades den fischerturako eller Fischers turako även på svenska, men justerades 2023 till ett enklare och mer informativt namn av BirdLife Sveriges taxonomikommitté.